# Bell P-63 Kingcobra
El Bell P-63 Kingcobra («cobra real» en inglés), fue un caza estadounidense desarrollado en la Segunda Guerra Mundial como un intento de la Bell Aircraft Corporation de corregir las deficiencias de su antecesor, el Bell P-39 Airacobra. Aunque no satisfacía los estándares de combate de las USAAF, fue adoptado con éxito por la Unión Soviética.

## Diseño y desarrollo

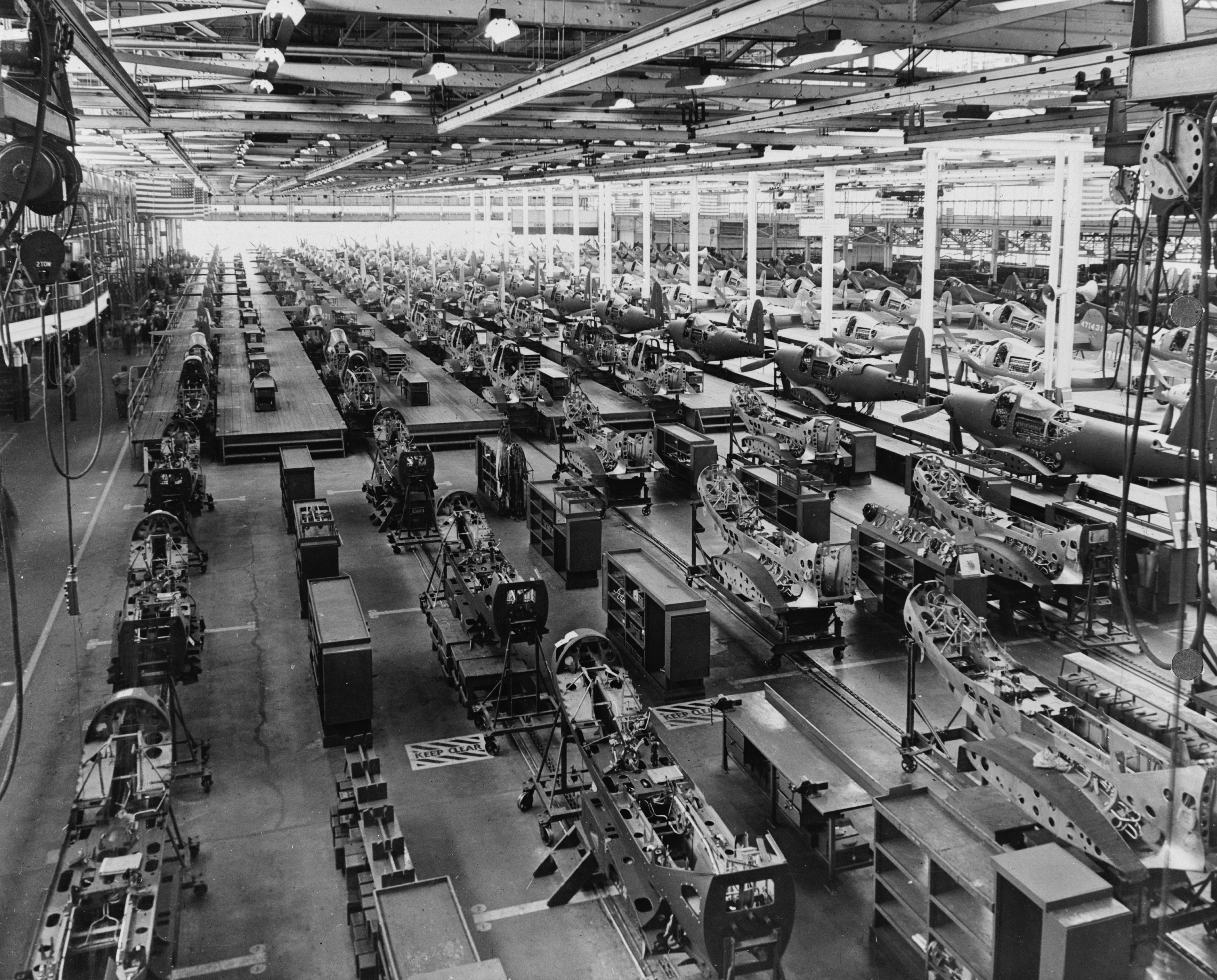
Línea de ensamblaje en la fábrica Bell.

A pesar de su gran parecido al Airacobra, se trataba de un avión completamente nuevo sin partes intercambiables. Poseía un mejor desempeño a mayor altitud que el P-39, debido a que se le agregó un turbocompresor suplementario y un ala de flujo laminar, pero es considerado inferior al P-51 Mustang a mayores altitudes. 
Los países aliados, particularmente la Unión Soviética, tenían una gran necesidad de cazas, y los soviéticos ya eran usuarios asiduos del Bell P-39 Airacobra. Además, el Kingcobra fue producido bajo el acuerdo de la Ley de Préstamo y Arriendo. El gobierno soviético envió al altamente entrenado piloto de pruebas Andrey G. Kochetkov y al ingeniero de aviación Fiodor Suprun en 1943 a las fábricas Bell para participar en la producción de la primera variante, el P-63A. 
Inicialmente ignorado por los ingenieros de la compañía Bell, la experiencia de Kochetkov para probar las características de vuelo del aparato condujeron a cambios estructurales importantes que sugieren un significativo papel soviético en el desarrollo del avión. Sorprendentemente, después de que lograra recobrarse de una barrena plana, lo que era tenido por imposible, y que Kochetkov enseñara a los pilotos estadounidenses como salir de ese picado, recibió felicitaciones de la Irving Parachute Co. 
El P-63A-8, S/N 269261, fue extensamente probado en el TsAGI, el túnel de viento más grande de la época. La participación soviética en la iniciativa fue significativa y la Unión Soviética fue el mayor comprador del aparato, por lo que Bell se apuró en implementar sus sugerencias. Una gran cantidad de las mejoras de la subvariante A fue producida directamente por las sugerencias soviéticas, como el aumento de la protección del piloto y la inclusión de soportes extras en el fuselaje del modelo A-5, soportes subalares y depósitos de combustible extra para la subvariante A-6, etcétera. 
La Unión Soviética probó trenes de aterrizaje de esquíes para el P-63A-6, pero nunca llegó a la fase de producción en serie. Más importante aún, la sugerencia soviética de mover el cañón M4 hacia atrás cambió el centro de gravedad favorablemente, lo que permitió aumentar la cantidad de municiones de 30 a 58 cartuchos para la variante A-9. 
El P-63 tenía una tasa de giro instantáneo impresionante, 110° de alabeo inicial por segundo a una velocidad de 443 km/h (275 mph), mejor que los P-47, P-40, N1K2 o P-51.

## Variantes

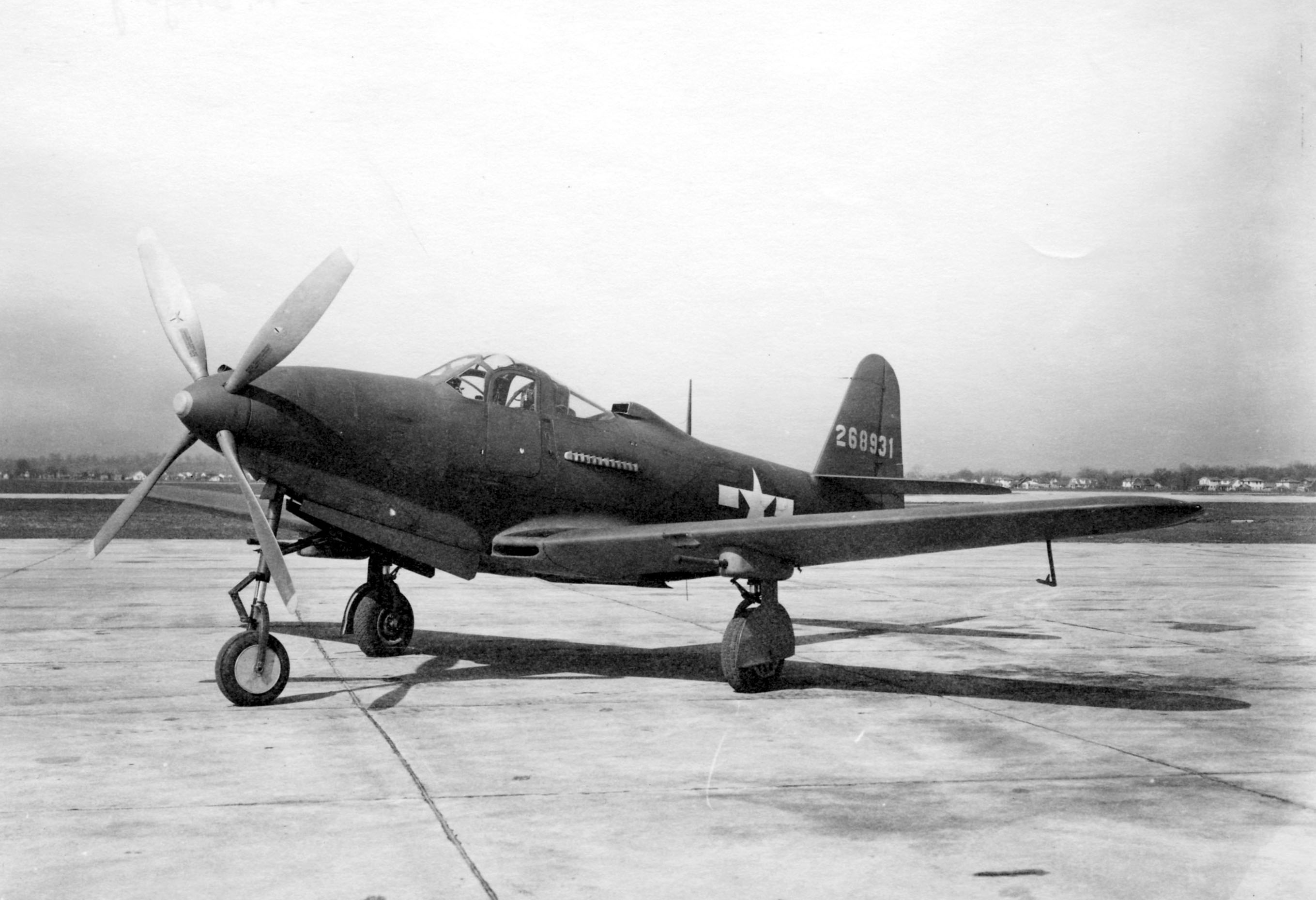
USAAF P-63A.

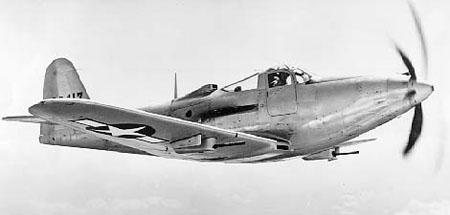
P-63 con cápsulas de armas bajo las alas.

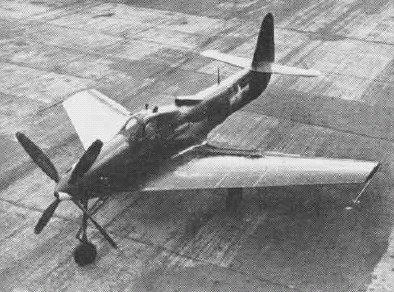
L-39-2 con alas en flecha y puntal de cuatro palas.

XP-63
Dos prototipos (designados por la compañía como Model 24); números de serie 41-19511 y 41-19512.
XP-63A
Tras la pérdida de los dos prototipos, se requirió un avión adicional de pruebas, número de serie 42-78015, originalmente ordenado como banco de pruebas para motorizarlo con un Rolls-Royce Merlin, llamado P-63B.
P-63A
Modelo de producción (Bell Model 33); fueron producidos 1725 P-63A en las diversas subvariantes.
P-63B
Una variante con motor Rolls-Royce Merlin, llamado P-63B, fue cancelada debido a la falta de disponibilidad de los motores Merlin.
P-63C
Segunda variante de producción que difiere del P-63A en que está equipado con un Allison V-1710-117 mejorado, con una potencia bélica de emergencia de 1500 hp a nivel del mar, y de 1800 hp con inyección de agua. La envergadura se disminuyó 10 cm. Un total de 1777 aparatos fue completado.
P-63D
Un avión (43-11718) equipado con un Allison V-1710-109 (E22) de 1425 hp, aumentando la envergadura 10 cm, el área a 255 pies cuadrados y lo mejor, una cubierta de carlinga de burbuja deslizable hacia atrás. La serie fue cancelada en 1945.
P-63E
Esencialmente similar al P-63D, con la excepción de una extensión ventral y la cubierta de la carlinga estándar; solo 13 construidos.
P-63F
Bell Model 43, caracterizado por una deriva más alta y un motor Allison V-1710-135; solo dos aviones (43-11719 y 43-11722) fueron construidos.
RP-63A/C Pinball
Avión blanco aéreo con cinco P-63A modificados y 95 modificados desde las líneas de producción; en 1948, los RP-63A supervivientes fueron redesignados QF-63A. 200 RP-63C de producción fueron modificados en la línea de producción. Análogamente, los RP-63C supervivientes fueron redesignados QP-63C. Muchos de los aviones blanco fueron usados como blancos en tierra.
RP-63G Pinball
Blancos aéreos "dedicados" que incluyen dos prototipos (43-11723 y -11724) y 30 aviones de producción que incorporaron una gran toma de aire dorsal y lo más significativo, luces que se activaban cuando el blanco era alcanzado. En 1948, los RP-63G restantes fueron redesignados QF-63G.
L-39
Con la rendición de los alemanes, muchos de sus técnicos cayeron en manos de los estadounidenses por medio de la Operación Paperclip. El proyecto Messerschmitt P-1101 de ala variable fue probado, empleando dos P-63 como bancada de pruebas de la configuración alar, instalando alas en flecha de 35º. Todo el armamento fue eliminado y la carlinga rediseñada. Los dos aviones fueron denominados L-39-1 y L-39-2 respectivamente.

## Operadores
Estados Unidos

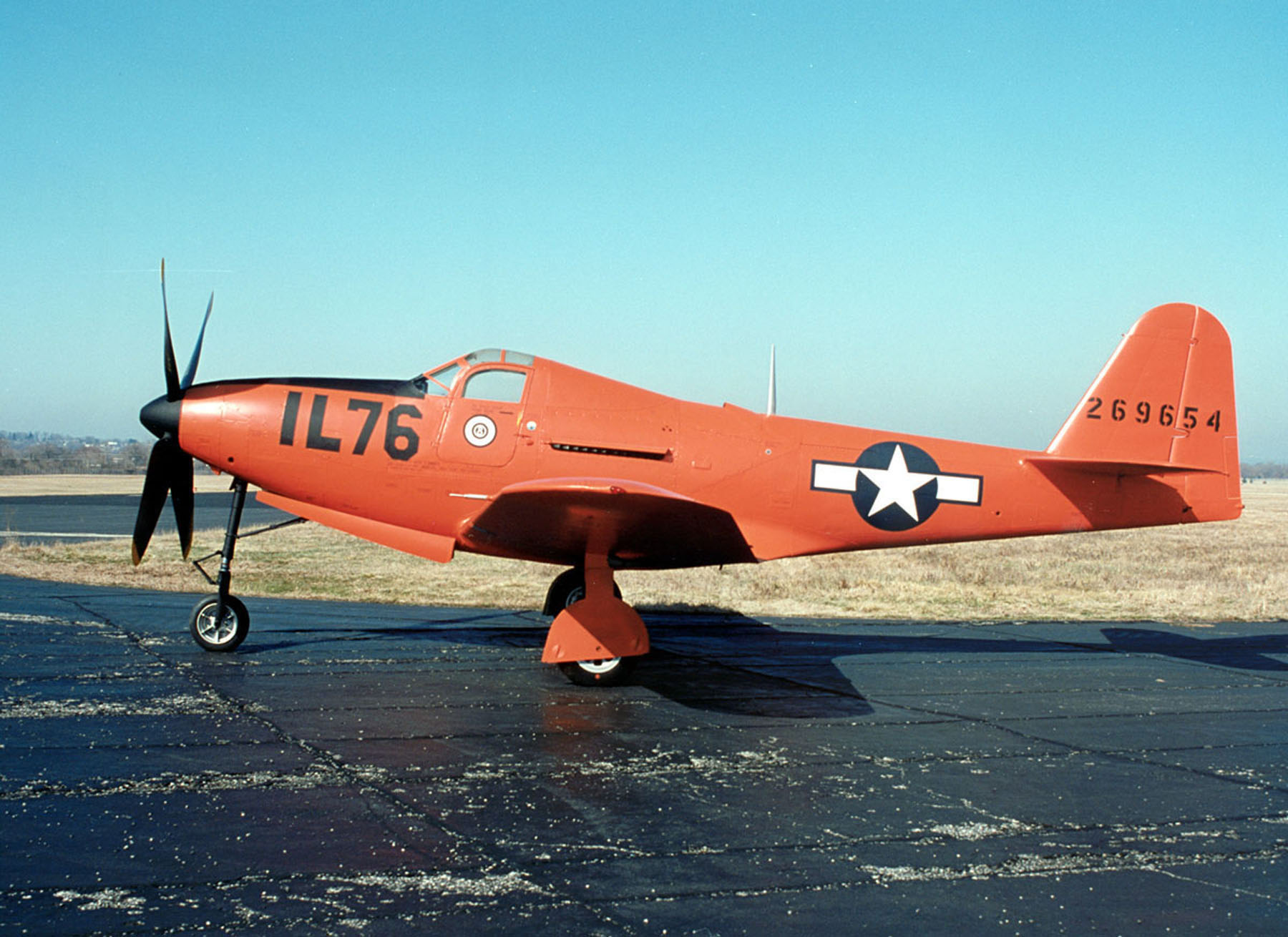
P-63E-1BE 43-11728 "Pinball" del Air Force Museum.

- Fuerzas Aéreas del Ejército de los Estados Unidos

 Francia
- Ejército del Aire Francés

 Honduras
- Fuerza Aérea Hondureña (era de posguerra)

 Reino Unido
- Royal Aircraft Establishment: 2 P-63A para evaluación.

 Unión Soviética
- Fuerza Aérea Soviética

## Supervivientes

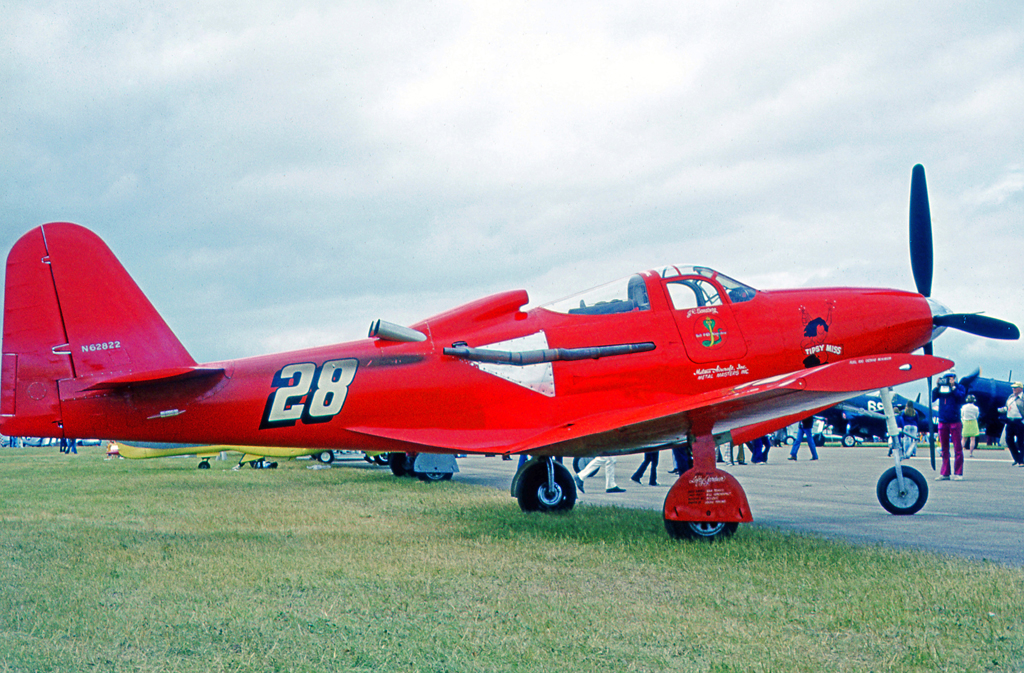
El corredor de Bell RP-63C Tipsy Miss con el número 28 en Oshkosh Wisconsin en 1974.

### Honduras
En exhibición
P-63E
- 43-11730: Museo Del Aire, Aeropuerto Internacional Toncontín, Tegucigalpa.[5]

### Rusia
En exhibición
P-63A

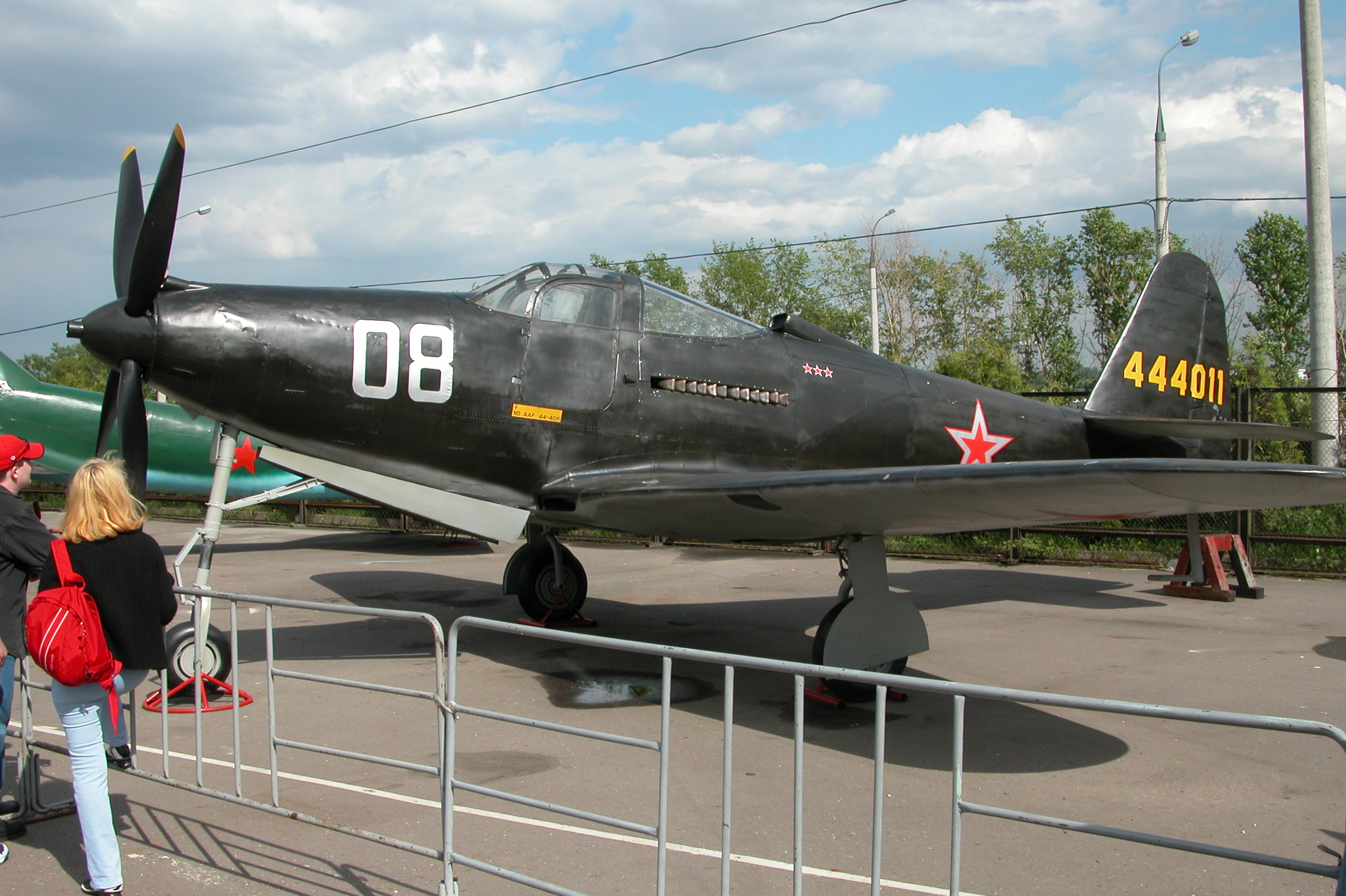
Bell P-63 King Cobra (identificable como tal por su cola vertical y hélice de cuatro palas) en exhibición en Victory Park, Moscú, junio de 2004.

- 42-68875: Museo de la Fuerza Aérea Rusa, Moscú.[6]

P-63C
- 44-4011: Museo de la Gran Guerra Patriótica, Moscú.[7]

### Reino Unido
En restauración
P-63C
- 43-11137: en restauración en el Wings Museum, Balcombe, West Sussex.  El museo también tiene otras 5 células de P-63.[8]

### Estados Unidos

#### En estado de vuelo
P-63A
- 42-68864 Pretty Polly: Palm Springs Air Museum en Palm Springs, California.[9][10]
- 42-69080 Fatal Fang: Yanks Air Museum en Chino (California).[11][12]

P-63C
- 43-11223: Legacy of Flight Museum en Rexburg, Idaho,[13][14] (pintado como el P-63A-6/42-69021).[15]

P-63F
- 43-11719: Commemorative Air Force (P-63 Sponsor Group) en San Marcos (Texas).[16][17] Destruido en la Colisión en el espectáculo aéreo Wings Over Dallas 2022 al colisionar con un Boeing B-17 Flying Fortress.

#### En exhibición
P-63A
- 42-70609: Military Aviation Museum en Virginia Beach, Virginia.[18]

P-63E
- 43-11727: Pima Air & Space Museum en Tucson, Arizona. Está en préstamo del Museo Nacional de la Fuerza Aérea de Estados Unidos en la Wright-Patterson AFB (Ohio) en Dayton (Ohio).[19]
- 43-11728: Museo Nacional de la Fuerza Aérea de Estados Unidos en la Wright-Patterson AFB (Ohio) en Dayton (Ohio).[20]

RP-63G
- 45-57295: Base de la Fuerza Aérea Lackland, Texas.[21]

#### En restauración o almacenados
P-63A
- 42-68941: en estado de vuelo (volado dos veces el 18 de febrero de 2017) por la Commemorative Air Force (Dixie Wing) en Peachtree City, Georgia.[22][23]
- 42-70255 Edyth Louise: almacenado en el Paul Garber Facility del Museo Nacional del Aire y el Espacio de Estados Unidos en Silver Hill, Maryland.[24]

RP-63C
- 43-11117: almacenado en el Fantasy of Flight en Polk City (Florida).[25]

## Especificaciones

### Características generales
- Tripulación: Uno (piloto)
- Longitud: 10 m (32,8 ft)
- Envergadura: 11,7 m (38,4 ft)
- Altura: 3,8 m (12,5 ft)
- Superficie alar: 23 m² (247,6 ft²)
- Peso vacío: 3100 kg (6832,4 lb)
- Peso cargado: 4000 kg (8816 lb)
- Peso máximo al despegue: 4900 kg (10 799,6 lb)
- Planta motriz: 1× motor lineal V12 refrigerado por líquido Allison V-1710-93.
  - Potencia: 988 kW (1362 HP; 1344 CV)
- Hélices: Cuatripala de velocidad constante

### Rendimiento
- Velocidad máxima operativa (Vno): 656 km/h (408 MPH; 354 kt)
- Alcance: 720 km (389 nmi; 447 mi)
- Alcance en ferry: 3520 km
- Techo de vuelo: 14 300 m (46 916 ft)
- Régimen de ascenso: 12,7 m/s (2500 ft/min)

### Armamento
- Ametralladoras: 

  - 4x Browning M2 de 12,7 mm

- Cañones: 

  - 1x M4 de 37 mm
- Otros: 200 kg de bombas o 6 cohetes

## Aeronaves relacionadas

### Desarrollos relacionados
- P-39 Airacobra

### Aeronaves similares
- Focke-Wulf Fw 190
- North American P-51 Mustang
- Republic P-47 Thunderbolt
- Yakovlev Yak-9

### Secuencias de designación
- Secuencia Numérica (interna de Bell): ← 21 - 22 - 23 - 24 - 26 - 27 - 28 - 29 - 30 - 32 - 33 - 34 - 35 - 36 - 38 - 39 - 40 - 41 - 42 - 43 - 44 - 45 - 47 - 48 - 49 →
- Secuencia P-_ (Cazas (Pursuit) del USAAC/USAAF/USAF, 1924-1962): ← P-60 - P-61/C - XP-62 - P-63 - P-64 - P-65 - P-66 →